# Detective de señoras
Detectives de señoras fue una telecomedia  policial  de Canal 13 Artear que se emitió desde 1990 hasta 1991. Creada por Hugo Moser y protagonizada por Fernando Lúpiz y César Pierry, se transmitía semanalmente los martes a las 22:00 horas, promediando los 20 puntos de índice de audiencia.

## Historia
El programa cuenta las andanzas de dos detectives, quienes son contratados para resolver distintos tipos de crímenes, pero que siempre incluyen encuentros cercanos de todo tipo con señoras y señoritas.
El joven y tímido Lucas es un modesto contador que vive solo y muy tranquilo en un pequeño hotel. Es una persona muy escrupulosa quien le hace más cuestionamientos morales a su compañero por su poca afición al trabajo y su gusto por las mujeres. Muy trabajador, tiene muy mala racha con las mujeres. Su frase es «no tienen paz», obviamente refiriéndose a las mujeres que no paraban de pasar por sus vidas.
Miguel, un expolicía que ahora pretende ser un detective privado, es muy buen mozo, un ganador con las mujeres, pero un inútil con el dinero. Su medio de vida son los «préstamos» que logra extraerle a Lucas, siempre prometiéndole que algún día serán socios... cosa que a Lucas no le interesa para nada: La aventura, las mujeres hermosas, el peligro, son todas cosas opuestas a sus intereses. «Miki» siempre termina yéndose a su habitación con una mujer y mientras toca una campana ubicada en la puerta dice su frase: «¡recreo!».
Milagrosamente, aparece en sus vidas Cristiani, encargándoles un trabajo muy especial: el seguimiento de Patricia Zambrano, de hábitos poco conocidos y dudosa moralidad. Así, sin quererlo, se inician como una dupla de detectives especializados en mujeres.
Por la misma época en la que se emitía el ciclo comenzó a reeditarse Playboy Argentina, por lo que la mayoría de las mujeres que aparecían (con poca o nula ropa) en el programa habían desfilado recientemente por las páginas de dicha revista.

## Elenco principal
- Fernando Lúpiz: Miki (Miguel)
- César Pierry: Lucas Ocampo
- Carolina Papaleo: Patricia Zambrano
- Rolo Puente: Cristiani
- Stella Maris Lanzani: Marita
- Jorge Barreiro: Señor Zambrano
- María Ibarreta: Sofia
- Ricardo Morán: Inspector Beluccio

## Participaciones por orden alfabético
- Luisa Albinoni
- Rubén Ash
- Fabián Bagnato
- Osvaldo Brandi
- Manuela Bravo
- Marcelo Bucossi
- Cacho Bustamante
- Manuel Callau
- Mónica De Andrés: Popea
- María José Demare
- Juan Carlos De Seta
- Sandra Domínguez
- Raúl Filippi: Mayordomo
- María Fiorentino
- Antonio Foti
- Jorge García Marino
- Estela Garelli
- Lito González
- Pablo Iemma
- Virginia Innocenti
- Chris La Valle
- Liliana Lavalle
- Verónica Lercari: Juana Sosa
- Walter Longo
- José María López
- Francisco Llanos
- Rodolfo Machado
- Adriana Mascialino
- Selva Mayo
- Dalma Milevos
- Vicky Olivares
- Aldo Pastur
- Adriana Pérez
- Silvia Peyrou
- Alejandro Pérez
- Alejandra Pradón
- Reina Reech
- Julio Riccardi
- Alejandra Roth
- Marcela Ruiz
- Silvina Sabater
- Graciela Stéfani
- Gonzalo Urtizberea
- Bettina Vardé
- Coni Vera
- Tony Vilas
- Verónica Walfisch[3]

## Aceptación pública
Debido al gran éxito que tuvo el programa algunos capítulos fueron lanzados en video (Detective de señoras y Mujeres... y algo más), e incluso fue doblada y emitida en Italia, y en varios países de Latinoamérica. A esta serie le sucedió Mi socio imposible por Telefé, que nunca pudo llegar a emitirse debido al trágico accidente de César Pierry.